# Боденбах
Боденбах (њем. Bodenbach) општина је у њемачкој савезној држави Рајна-Палатинат. Једно је од 109 општинских средишта округа Вулканајфел. Према процјени из 2010. у општини је живјело 226 становника. Посједује регионалну шифру (AGS) 7233205.

## Географски и демографски подаци
Боденбах се налази у савезној држави Рајна-Палатинат у округу Вулканајфел. Општина се налази на надморској висини од 475 метара. Површина општине износи 4,8 km².

## Становништво
У самом мјесту је, према процјени из 2010. године, живјело 226 становника. Просјечна густина становништва износи 47 становника/km².